# 西部航空方面隊
西部航空方面隊（せいぶこうくうほうめんたい、英称：Western Air Defense Force、略称：WADF）は、航空自衛隊の航空方面隊の一つ。福岡県春日市の春日基地に司令部を置く。主たる任務は九州・中国・四国地域の防空。

## 概要
航空自衛隊に4個ある航空方面隊の一つであり、航空総隊の指揮を受ける。2個航空団を主力とし、戦闘機3個飛行隊のほか、7個警戒隊（固定レーダーサイト）、1個高射群などで構成されている。防衛担当区域は九州・中国・四国地域であり、日本海南部の警戒のほか、東シナ海方面に対する要撃などを行なう。

## 沿革
- 1959年（昭和34年）3月1日：春日基地に「西部航空司令所」を編成。
- 1961年（昭和36年）
  - 2月1日：西部航空施設隊が芦屋基地にて新編。
  - 7月15日：西部航空司令所を「西部航空方面隊」司令部に改編。同日付、西部航空警戒管制団が新編。第5航空団（第6飛行隊）が松島基地から新田原基地に移駐。
- 1964年（昭和39年）12月28日：臨時築城航空隊が第8航空団に改編。
- 1966年（昭和41年）2月1日：第2高射群が新編。本部は春日基地。
- 1972年（昭和47年）10月11日：西部航空方面隊司令部支援飛行隊が新編。
- 1976年（昭和51年）10月1日：西部航空音楽隊が新編。
- 1999年（平成11年）3月29日：司令部組織の改編（副司令官職を新設。監理部と人事部を廃止、統合し総務部に改編）。
- 2023年（令和05年）3月16日：第2高射群を西部高射群に改称。
- 2024年（令和06年）3月21日：司令部装備部を4課から3課に改組（計画課、整備課、補給課、施設課から装備課、輸送補給課、施設課）[1]。

## 部隊編成
- 西部航空方面隊司令部 -（春日基地）
- 第5航空団 -（新田原基地）
  - 第305飛行隊
  - 臨時F-35B飛行隊
- 第8航空団 -（築城基地）
  - 第6飛行隊
  - 第8飛行隊
- 西部航空警戒管制団 -（春日基地）
- 西部高射群 -（春日基地）
- 西部航空方面隊司令部支援飛行隊 -（春日基地）
- 西部航空施設隊 - （芦屋基地）
- 西部航空音楽隊 -（春日基地）

### 司令部編成
- 総務部
  - 総務課
  - 人事課
  - 会計課
  - 厚生課
  - 援護業務課

- 防衛部
  - 防衛課
  - 運用課
  - 通信電子課
  - 調査課

- 装備部
  - 装備課
  - 輸送補給課
  - 施設課

- 監理監察官

- 法務官

- 医務官

## 主要幹部
| 官職名               | 階級    | 氏名     | 補職発令日     | 前職                                                            |
| -------------------- | ------- | -------- | -------------- | --------------------------------------------------------------- |
| 西部航空方面隊司令官 | 空将    | 田崎剛広 | 2025年08月01日 | 航空幕僚監部総務部長                                            |
| 副司令官             | 空将補  | 横尾広   | 2023年12月22日 | 警戒航空団司令                                                  |
| 幕僚長               | 1等空佐 | 阿部智康 | 2024年12月20日 | 航空自衛隊補給本部総務部長                                      |
| 総務部長             | 1等空佐 | 中川一   | 2023年12月01日 | 航空幕僚監部人事教育部募集・援護課 募集・援護調整官 兼 企画班長 |
| 防衛部長             | 1等空佐 | 山根毅士 | 2024年03月30日 | 第3航空団飛行群司令                                             |
| 装備部長             | 1等空佐 | 石関明弘 | 2025年03月31日 | 第6航空団整備補給群司令                                         |
| 監理監察官           | 1等空佐 | 植森治   | 2024年02月12日 | 第3航空団副司令                                                 |
| 医務官               | 2等空佐 | 中山佳代 | 2024年08月01日 | 自衛隊中央病院衛生資材部臨床薬剤課長                            |

| 代                           | 氏名                         | 在職期間                                                 | 出身校・期                         | 前職                                                | 後職                                   |
| 西部航空司令所司令（空将補） | 西部航空司令所司令（空将補） | 西部航空司令所司令（空将補）                             | 西部航空司令所司令（空将補）       | 西部航空司令所司令（空将補）                        | 西部航空司令所司令（空将補）           |
| ---------------------------- | ---------------------------- | -------------------------------------------------------- | ---------------------------------- | --------------------------------------------------- | -------------------------------------- |
| 01                           | 大谷三雄                     | 1959年03月01日 - 1959年07月17日                          | 海機36期                           | 航空幕僚監部装備部長 →1958年8月1日 航空総隊司令部付 | 北部航空方面隊司令                     |
| 02                           | 佐藤勝雄                     | 1959年07月18日 - 1961年07月14日                          | 陸士42期・ 陸大50期                | 航空幕僚監部監察官                                  | 西部航空方面隊司令官                   |
| 西部航空方面隊司令官         |                              |                                                          |                                    |                                                     |                                        |
| 01                           | 佐藤勝雄 （空将補）          | 1961年07月15日 - 1961年07月24日                          | 陸士42期・ 陸大50期                | 西部航空司令所司令                                  | 航空自衛隊幹部学校長                   |
| 02                           | 瀬戸山八郎                   | 1961年07月25日 - 1963年0731日 ※1962年01月01日 空将昇任   | 海兵58期                           | 航空総隊司令部幕僚長                                | 航空自衛隊幹部学校長                   |
| 03                           | 丸田文雄                     | 1963年08月01日 - 1966年02月15日 ※1964年01月01日 空将昇任 | 陸士44期                           | 第3航空団司令 →1961年1月16日 航空幕僚監部付         | 術科教育本部長                         |
| 04                           | 前川國雄                     | 1966年02月16日 - 1967年07月16日                          | 陸士45期                           | 保安管制気象団司令                                  | 術科教育本部長                         |
| 05                           | 矢作十郎                     | 1967年07月17日 - 1967年11月14日                          | 陸士47期・ 陸大55期                | 航空自衛隊幹部候補生学校長 兼 奈良基地司令          | 航空幕僚副長                           |
| 06                           | 今村博純                     | 1967年11月15日 - 1969年06月30日                          | 陸士48期・ 陸大59期                | 航空総隊司令部幕僚長                                | 航空自衛隊幹部学校長                   |
| 07                           | 石川貫之                     | 1969年07月01日 - 1970年12月15日                          | 陸士50期                           | 航空幕僚監部監察官                                  | 飛行教育集団司令官                     |
| 08                           | 白川元春                     | 1970年12月16日 - 1971年06月30日                          | 陸士51期・ 陸大58期                | 航空幕僚監部人事教育部長                            | 統合幕僚会議事務局長 兼 統合幕僚学校長 |
| 09                           | 永田良平                     | 1971年07月01日 - 1973年06月30日                          | 陸士52期                           | 中部航空方面隊司令部幕僚長                          | 航空総隊司令官                         |
| 10                           | 藤澤信雄                     | 1973年07月01日 - 1974年04月30日                          | 陸士53期                           | 航空総隊司令部幕僚長                                | 飛行教育集団司令官                     |
| 11                           | 徳丸明                       | 1974年05月01日 - 1976年02月15日                          | 陸士54期                           | 防衛大学校訓練部長 →1974年4月1日 航空総隊司令部付   | 飛行教育集団司令官                     |
| 12                           | 山田良市                     | 1976年02月16日 - 1977年06月30日                          | 海兵71期                           | 保安管制気象団司令                                  | 術科教育本部長                         |
| 13                           | 坂崎孝幸                     | 1977年07月01日 - 1978年06月30日                          | 海兵71期                           | 航空総隊司令部幕僚長                                | 退職                                   |
| 14                           | 生田目修                     | 1978年07月01日 - 1979年03月15日                          | 陸航士58期                         | 航空総隊司令部幕僚長                                | 航空幕僚副長                           |
| 15                           | 光﨑修                       | 1979年03月16日 - 1980年06月30日                          | 陸士58期                           | 統合幕僚会議事務局第3幕僚室長                       | 飛行教育集団司令官                     |
| 16                           | 池徳                         | 1980年07月01日 - 1982年02月15日                          | 海兵74期                           | 保安管制気象団司令                                  | 退職                                   |
| 17                           | 板野安博                     | 1982年02月16日 - 1984年03月01日                          | 海兵75期                           | 輸送航空団司令                                      | 飛行教育集団司令官                     |
| 18                           | 大村平                       | 1984年03月02日 - 1985年03月15日                          | 名幼48期・ 東京工業大学 昭和28年卒 | 航空実験団司令                                      | 航空幕僚副長                           |
| 19                           | 副島嘉豊                     | 1985年03月16日 - 1985年05月31日                          | 日本大学・ 3期幹候                 | 保安管制気象団司令                                  | 航空幕僚監部付 →1985年9月25日 逝去     |
| 20                           | 村山房夫                     | 1985年06月01日 - 1987年07月06日                          | 早稲田大学・ 3期幹候               | 航空総隊司令部幕僚長                                | 術科教育本部長                         |
| 21                           | 阿部博男                     | 1987年07月07日 - 1988年07月06日                          | 防大1期                            | 南西航空混成団司令                                  | 飛行教育集団司令官                     |
| 22                           | 庄克彦                       | 1988年07月07日 - 1989年06月29日                          | 防大2期                            | 航空自衛隊第3補給処長                               | 航空幕僚副長                           |
| 23                           | 大塚周治                     | 1989年06月30日 - 1990年07月08日                          | 九州大学・ 16期幹候                | 南西航空混成団司令                                  | 退職                                   |
| 24                           | 宮下裕                       | 1990年07月09日 - 1991年03月15日                          | 防大3期                            | 航空開発実験集団司令官                              | 統合幕僚学校長                         |
| 25                           | 宮竹惠哉                     | 1991年03月16日 - 1993年06月30日                          | 防大5期                            | 航空幕僚監部防衛部長                                | 航空支援集団司令官                     |
| 26                           | 江藤兵部                     | 1993年07月01日 - 1995年06月29日                          | 防大7期                            | 航空総隊司令部幕僚長                                | 航空教育集団司令官                     |
| 27                           | 鈴木一嘉                     | 1995年06月30日 - 1997年06月30日                          | 防大9期                            | 航空幕僚監部人事教育部長                            | 航空教育集団司令官                     |
| 28                           | 後藤龍一                     | 1997年07月01日 - 1998年06月30日                          | 九州大学・ 37期幹候                | 航空教育集団司令部幕僚長                            | 退職                                   |
| 29                           | 平田伸成                     | 1998年07月01日 - 1999年12月09日                          | 防大10期                           | 航空総隊司令部幕僚長                                | 退職                                   |
| 30                           | 森和彦                       | 1999年12月10日 - 2001年01月10日                          | 防大11期                           | 航空総隊司令部幕僚長                                | 退職                                   |
| 31                           | 吉田正                       | 2001年01月11日 - 2002年03月21日                          | 防大14期                           | 航空幕僚監部防衛部長                                | 航空幕僚副長                           |
| 32                           | 永岩俊道                     | 2002年03月22日 - 2005年01月11日                          | 防大15期                           | 航空幕僚監部防衛部長                                | 航空支援集団司令官                     |
| 33                           | 堀好成                       | 2005年01月12日 - 2006年08月03日                          | 防大16期                           | 第1航空団司令 兼 浜松基地司令                       | 退職                                   |
| 34                           | 岩﨑茂                       | 2006年08月04日 - 2008年07月31日                          | 防大19期                           | 航空幕僚監部人事教育部長                            | 航空幕僚副長                           |
| 35                           | 小野田治                     | 2008年08月01日 - 2010年12月23日                          | 防大21期                           | 航空幕僚監部人事教育部長                            | 航空教育集団司令官                     |
| 36                           | 中島邦祐                     | 2010年12月24日 - 2011年08月04日                          | 防大23期                           | 航空幕僚監部運用支援・情報部長                      | 航空幕僚副長                           |
| 37                           | 廣中雅之                     | 2011年08月05日 - 2012年07月25日                          | 防大23期                           | 統合幕僚監部運用部長                                | 航空支援集団司令官                     |
| 38                           | 福江広明                     | 2012年07月26日 - 2013年08月21日                          | 防大25期                           | 航空幕僚監部装備部長                                | 航空幕僚副長                           |
| 39                           | 宮川正                       | 2013年08月22日 - 2014年08月04日                          | 日本大学・ 72期幹候                | 航空幕僚監部人事教育部長                            | 情報本部長                             |
| 40                           | 丸茂吉成                     | 2014年08月05日 - 2015年11月30日                          | 防大27期                           | 航空幕僚監部防衛部長                                | 航空幕僚副長                           |
| 41                           | 山田真史                     | 2015年12月01日 - 2017年08月07日                          | 防大28期                           | 航空幕僚監部運用支援・情報部長                      | 航空支援集団司令官                     |
| 42                           | 井筒俊司                     | 2017年08月08日 - 2019年08月22日                          | 防大30期                           | 航空幕僚監部人事教育部長                            | 航空総隊司令官                         |
| 43                           | 西谷浩一                     | 2019年08月23日 - 2020年08月24日                          | 防大31期                           | 航空支援集団副司令官                                | 航空自衛隊補給本部長                   |
| 44                           | 南雲憲一郎                   | 2020年08月25日 - 2023年03月29日                          | 防大33期                           | 航空幕僚監部防衛部長                                | 統合幕僚副長                           |
| 45                           | 稲月秀正                     | 2023年03月30日 - 2025年07月31日                          | 防大35期                           | 航空幕僚監部運用支援・情報部長                      | 中部航空方面隊司令官                   |
| 46                           | 田崎剛広                     | 2025年08月01日 -                                         | 防大36期                           | 航空幕僚監部総務部長                                |                                        |